# NGC 3433

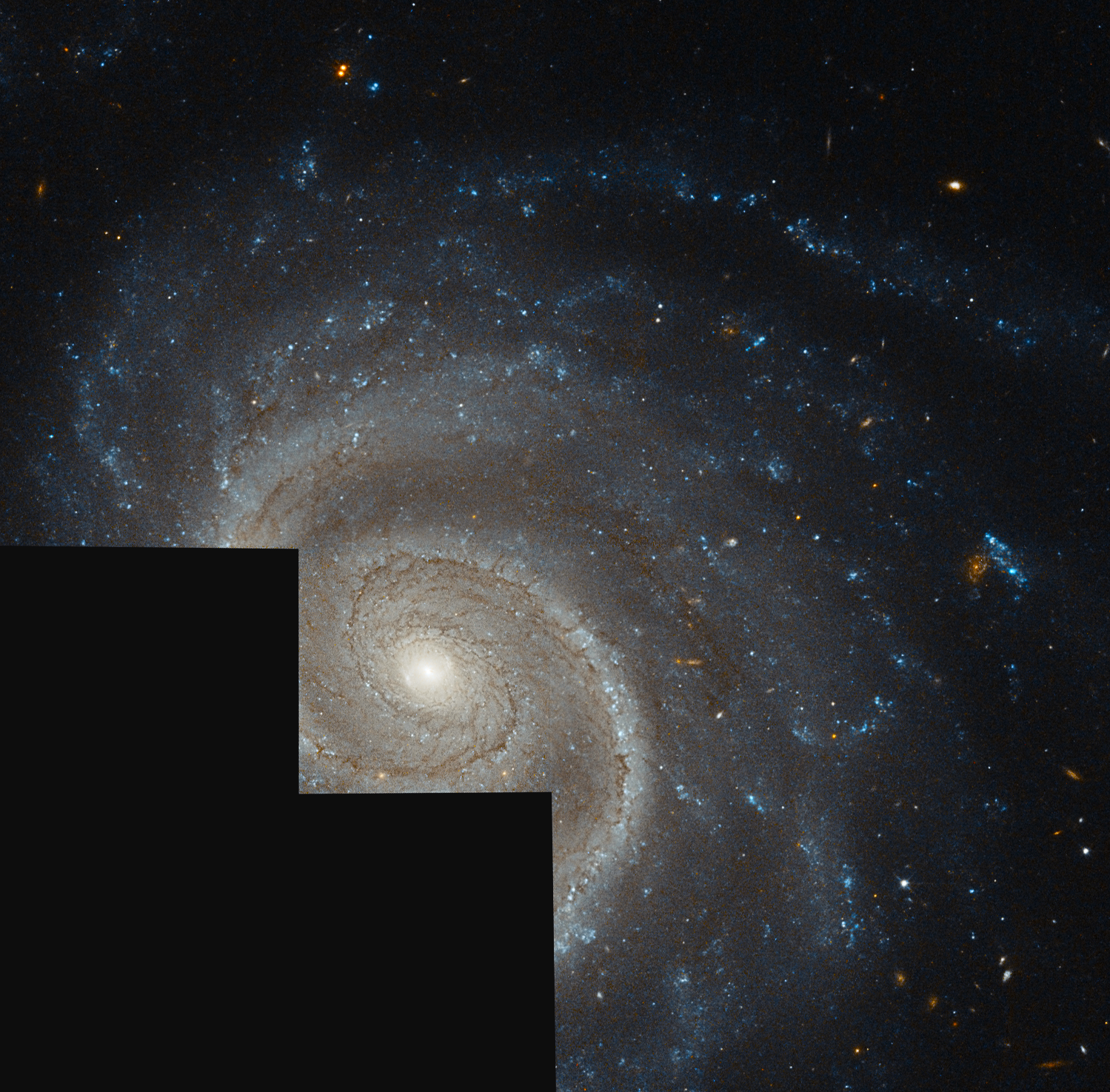
NGC 3433 par le télescope spatial Hubble.

NGC 3433 est une galaxie spirale située dans la constellation du Lion. NGC 3433 a été découverte par l'astronome germano-britannique William Herschel en 1784.

## Caractéristiques
La classe de luminosité de NGC 3428 est III et elle présente une large raie HI.

### Distance
Sa vitesse par rapport au fond diffus cosmologique est de 3 073 ± 25 km/s, ce qui correspond à une distance de Hubble de 45,3 ± 3,2 Mpc (∼148 millions d'al).
À ce jour, cinq mesures non basées sur le décalage vers le rouge (redshift) donnent une distance de 32,440 ± 5,724 Mpc (∼106 millions d'al), ce qui est à l'extérieur des valeurs de la distance de Hubble. Notons que c'est avec la valeur moyenne des mesures indépendantes, lorsqu'elles existent, que la base de données NASA/IPAC calcule le diamètre d'une galaxie et qu'en conséquence le diamètre de NGC 3433 pourrait être d'environ 52,7 kpc (∼172 000 al) si on utilisait la distance de Hubble pour le calculer.

### Brillance de surface
En raison d'une brillance de surface égale à 14,15 mag/am2, on peut qualifier NGC 3433 de galaxie à faible brillance de surface (LSB en anglais pour low surface brightness). Les galaxies LSB sont des galaxies diffuses (D) avec une brillance de surface inférieure de moins d'une magnitude à celle du ciel nocturne ambiant.

## Trou noir supermassif
Si on se base sur les mesures de luminosité de la bande K de l'infrarouge proche du bulbe de NGC 3433, on obtient une valeur de 106,7 {\displaystyle M_{\odot }} (5,0 millions de masses solaires) pour le trou noir supermassif qui s'y trouve.